# Львівська обласна рада депутатів трудящих XIII скликання
Львівська обласна рада депутатів трудящих тринадцятого скликання — представничий орган Львівської області у 1971—1973 роках.
Нижче наведено список депутатів Львівської обласної ради 13-го скликання, обраних 13 червня 1971 року в загальних та особливих округах. Всього до Львівської обласної ради 13-го скликання було обрано 246 депутатів.
| Прізвище, ім'я, по-батькові        | Місто чи район           | Виборчий округ                | Посада | Примітки                           |
| ---------------------------------- | ------------------------ | ----------------------------- | --- | ---------------------------------- |
| Андрушко Катерина Олексіївна       | місто Львів              | Залізничний № 20              | електрозварниця заводу «Львівсільмаш»                                                                                                 |                                    |
| Андрушко Орест Дмитрович           | Старосамбірський район   | Нижанковицький № 209          | директор радгоспу «Нижанковицький» села Міженець Старосамбірського р-ну                                                               |                                    |
| Антоненко Борис Тихонович          | місто Львів              | Шевченківський № 52           | прокурор Львівської області |                                    |
| Бакай Надія Мартинівна             | Бродівський район        | Підкамінський № 88            | ланкова колгоспу «Шлях Ілліча» села Черниця Бродівського р-ну                                                                         |                                    |
| Баран Любов Олександрівна          | Бродівський район        | Бродівський № 84              | швея Бродівського філіалу Львівської швейної фірми «Маяк»                                                                             |                                    |
| Барчукова Зінаїда Федорівна        | місто Червоноград        | Червоноградський № 79         | помічник майстра Червоноградської панчішно-шкарпеткової фабрики                                                                       |                                    |
| Басова Зінаїда Олександрівна       | Жидачівський район       | Жидачівський № 116            | апаратниця теплоелектроцентралі Жидачівського картонно-паперового комбінату імені 50-річчя Великої Жовтневої соціалістичної революції |                                    |
| Беновський Ярослав Васильович      | Бродівський район        | Лешнівський № 86              | голова Бродівського райвиконкому |                                    |
| Білик Ірина Іванівна               | Городоцький район        | Великолюбінський № 97         | телятниця колгоспу імені ХХ з'їзду КПРС селища Великий Любінь Городоцького р-ну                                                       |                                    |
| Блага Віра Василівна               | Миколаївський район      | Новороздольський № 141        | робітниця Роздольського комбінату будівельних матеріалів Миколаївського р-ну                                                          |                                    |
| Бобришов Анатолій Микитович        | місто Львів              | Ленінський № 6                | скловар Львівського заводу скляних ізоляторів                                                                                         |                                    |
| Богданович Григорій Йосипович      | місто Львів              | Залізничний № 22              | начальник управління Львівської залізниці                                                                                             |                                    |
| Бойко Іван Йосипович               | місто Львів              | Шевченківський № 55           | бригадир будівельно-монтажного управління № 15 тресту «Львівпромбуд»                                                                  |                                    |
| Бондар Павло Степанович            | Самбірський район        | Ралівський № 187              | голова Самбірського райвиконкому |                                    |
| Борис Катерина Василівна           | Городоцький район        | Городоцький № 98              | швея Городоцького філіалу Львівської швейної фірми «Весна»                                                                            |                                    |
| Босак Марія Дмитрівна              | Дрогобицький район       | Рихтицький № 109              | робітниця радгоспу імені 50-річчя Жовтня села Рихтичі Дрогобицького р-ну                                                              |                                    |
| Братунь Ростислав Андрійович       | місто Львів              | Ленінський № 4                | письменник, голова правління Львівської організації Спілки письменників України                                                       |                                    |
| Букштинович Михайло Михайлович     | особливий округ          | № 239                         | командир 24-ї мотострілецької дивізії Прикарпатського військового округу, генерал-майор                                               |                                    |
| Бульба Григорій Савич              | місто Дрогобич           | Дрогобицький № 60             | голова Дрогобицького міськвиконкому                                                                                                   |                                    |
| Бурбан Ігор Михайлович             | місто Львів              | Червоноармійський № 42        | слюсар Львівського заводу ремонту автотранспортної техніки                                                                            |                                    |
| Бучинський Володимир Степанович    | місто Львів              | Залізничний № 13              | старший майстер вагонного депо станції Клепарів Львівської залізниці                                                                  |                                    |
| Вайда Розалія Антонівна            | Жидачівський район       | Бережницький № 112            | ланкова колгоспу «Дружба» села Млиниська Жидачівського р-ну                                                                           |                                    |
| Василенко Мирон Афтанасович        | Стрийський район         | Яблунівський № 221            | токар Стрийської пересувної механізованої колони № 191                                                                                |                                    |
| Василишин Марія Василівна          | Яворівський район        | Верблянський № 229            | бригадир колгоспу імені 30-річчя Жовтня села Залужжя Яворівського р-ну                                                                |                                    |
| Велійко Степанія Степанівна        | Яворівський район        | Прилбичівський № 235          | агроном колгоспу «Росія» села Прилбичі Яворівського р-ну                                                                              |                                    |
| Венгловська Марія Олександрівна    | місто Львів              | Залізничний № 24              | монтер першої дистанції сигналізації і зв'язку Львівської залізниці                                                                   |                                    |
| Вировець Євген Тихонович           | Турківський район        | Верхньовисоцький № 223        | голова Турківського райвиконкому |                                    |
| Візний Володимир Йосипович         | Перемишлянський район    | Вовківський № 164             | зоотехнік колгоспу «Росія» села Костенів Перемишлянського р-ну                                                                        |                                    |
| Вітошинський Ярослав Дем'янович    | Пустомитівський район    | Щирецький № 176               | начальник Львівського обласного управління культури                                                                                   |                                    |
| Водвуд Володимир Романович         | Миколаївський район      | Розвадівський № 142           | бригадир механізованого загону Миколаївського районного об'єднання «Сільгосптехніка»                                                  |                                    |
| Воєвода Богдан Іванович            | Сокальський район        | Правдівський № 200            | агроном колгоспу імені Горького села Перемога Сокальського р-ну                                                                       |                                    |
| Войтович Микола Васильович         | Старосамбірський район   | Старосамбірський № 211        | робітник Старосамбірської меблевої фабрики                                                                                            |                                    |
| Воловець Василь Семенович          | Золочівський район       | Великовільшаницький № 122     | механізатор колгоспу «Вільна Україна» села Велика Вільшаниця Золочівського р-ну                                                       |                                    |
| Гавара Роман Володимирович         | Золочівський район       | Підлипецький № 126            | електрик колгоспу «Червона зірка» села Верхобуж Золочівського р-ну                                                                    |                                    |
| Гапон Степан Григорович            | місто Червоноград        | Соснівський № 82              | бригадир прохідників Червоноградського шахтобудівного управління № 2 тресту «Укрособвуглемонтаж»                                      |                                    |
| Гарбера Дмитро Дмитрович           | Старосамбірський район   | Старосолянський № 212         | тракторист колгоспу імені ХХІІ з'їзду КПРС селища Стара Сіль Старосамбірського р-ну                                                   |                                    |
| Гафтанюк Костянтин Тимофійович     | Яворівський район        | Краковецький № 232            | начальник Львівського обласного управління лісового господарства і лісозаготівель                                                     |                                    |
| Герасимів Ольга Василівна          | місто Львів              | Ленінський № 3                | бригадир телеграфістів Львівської телефонно-телеграфної станції                                                                       |                                    |
| Герус Дарія Григорівна             | Нестеровський район      | Новоскварявський № 159        | ланкова колгоспу імені Кірова села Нова Скварява Нестеровського р-ну                                                                  |                                    |
| Гнидюк Микола Якимович             | місто Львів              | Червоноармійський № 45        | заступник голови Львівського облвиконкому                                                                                             |                                    |
| Гнип Василь Миколайович            | Дрогобицький район       | Солонський № 110              | агроном колгоспу «Нове життя» села Болехівці Дрогобицького р-ну                                                                       |                                    |
| Голич Ярослава Йосипівна           | Дрогобицький район       | Ясенице-Сільнянський № 111    | бригадир колгоспу імені Івана Франка села Івана Франка Дрогобицького р-ну                                                             |                                    |
| Гонтаренко Василь Іванович         | Сокальський район        | Угнівський № 205              | голова Сокальського райвиконкому |                                    |
| Гончаров Леонід Михайлович         | особливий округ          | № 242                         | командир 28-го корпусу ППО Прикарпатського військового округу, генерал-лейтенант артилерії                                            |                                    |
| Горєлов Сергій Дмитрович           | особливий округ          | № 243                         | командувач 14-ї повітряної армії Прикарпатського військового округу, генерал-лейтенант авіації                                        |                                    |
| Гошовський Володимир Миколайович   | місто Стрий              | Стрийський № 72               | голова Стрийського міськвиконкому |                                    |
| Грабар Ольга Онуфріївна            | Городоцький район        | Комарнівський № 101           | робітниця Городоцького районного промислового комбінату                                                                               |                                    |
| Грем Стефанія Андріївна            | місто Львів              | Залізничний № 26              | регулювальниця радіоапаратури Львівського виробничо-технічного об'єднання «Електрон»                                                  |                                    |
| Гресь Григорій Федорович           | місто Львів              | Червоноармійський № 39        | газозварник Львівського заводу фрезерних верстатів                                                                                    |                                    |
| Григіль Софія Михайлівна           | Мостиський район         | Зав'язанецький № 145          | агроном колгоспу імені Ярослава Галана села Вовчищовичі Мостиського р-ну                                                              |                                    |
| Гуга Іван Володимирович            | Жидачівський район       | Журавненський № 118           | механізатор колгоспу імені Шевченка села Мельнич Жидачівського р-ну                                                                   |                                    |
| Гудим Леонід Єфремович             | Перемишлянський район    | Бібрський № 162               | голова Перемишлянського райвиконкому                                                                                                  |                                    |
| Гуль Степан Петрович               | місто Львів              | Залізничний № 23              | токар Львівського паровозо-вагоноремонтного заводу                                                                                    |                                    |
| Гупаловський Євген-Юрій Андрійович | Золочівський район       | Сасівський № 129              | лікар Золочівської центральної лікарні                                                                                                |                                    |
| Гущинська Марія Василівна          | місто Львів              | Червоноармійський № 34        | вчителька російської мови і літератури Львівської середньої школи № 28                                                                |                                    |
| Даниленко Михайло Васильович       | місто Львів              | Червоноармійський № 32        | ректор Львівського державного медичного інституту                                                                                     |                                    |
| Денисенко Григорій Іванович        | місто Львів              | Залізничний № 27              | ректор Львівського політехнічного інституту                                                                                           | вибув із Львівської області у 1971 |
| Джугало Володимир Федорович        | Сколівський район        | Славський № 194               | заступник голови Львівського облвиконкому                                                                                             |                                    |
| Джуфер Степанія Євстахіївна        | Сколівський район        | Орівський № 192               | ланкова колгоспу імені Жданова села Підгородці Сколівського р-ну                                                                      |                                    |
| Дзюбинський Антон Сергійович       | Пустомитівський район    | Верхньобілківський № 169      | механізатор радгоспу «Білківський» села Верхня Білка Пустомитівського р-ну                                                            |                                    |
| Дідик Тамара Софронівна            | місто Львів              | Ленінський № 1                | солістка опери Львівського академічного театру опери та балету імені Івана Франка                                                     |                                    |
| Дмитрик Романа Михайлівна          | місто Львів              | Червоноармійський № 41        | робітниця мотального цеху Львівської бавовнопрядильної фабрики                                                                        |                                    |
| Довганик Марія Іванівна            | Яворівський район        | Рясненський № 236             | ланкова колгоспу «Нове життя» села Вороців Яворівського р-ну                                                                          |                                    |
| Додачко Федір Андрійович           | Старосамбірський район   | Новоміський № 210             | голова Старосамбірського райвиконкому                                                                                                 |                                    |
| Долинська Мар'яна Львівна          | місто Львів              | Ленінський № 2                | студентка історичного факультету Львівського державного університету імені Івана Франка                                               |                                    |
| Долішній Мар'ян Іванович           | Золочівський район       | Золочівський № 124            | заступник завідувача відділу організаційно-партійної роботи Львівського обкому КПУ                                                    |                                    |
| Домбровський Іван Федорович        | місто Львів              | Залізничний № 14              | оглядач вагонів пасажирського вагонного депо станції Львів Львівської залізниці                                                       |                                    |
| Дорош Марія Володимирівна          | Жидачівський район       | Ходорівський № 121            | робітниця Ходорівського цукрового комбінату Жидачівського р-ну                                                                        |                                    |
| Драмарецька Зінаїда Василівна      | Старосамбірський район   | Скелівський № 213             | зоотехнік колгоспу імені Ватутіна села Скелівка Старосамбірського р-ну                                                                |                                    |
| Дубик Михайло Васильович           | місто Дрогобич           | Дрогобицький № 62             | бригадир комплексної бригади Дрогобицького будівельного управління № 41                                                               |                                    |
| Дудикевич Богдан Корнилович        | місто Львів              | Ленінський № 12               | директор Львівського філіалу Центрального музею В.І.Леніна                                                                            | помер 5.01.1972                    |
| Дудич Марія Миколаївна             | Миколаївський район      | Гірський № 137                | доярка колгоспу імені Мічуріна села Гірське Миколаївського р-ну                                                                       |                                    |
| Дурних Микола Іванович             | місто Дрогобич           | Стебницький № 66              | бурильник глибоких свердловин рудника № 2 Стебницького калійного комбінату                                                            |                                    |
| Дуцяк Богдан Іванович              | Нестеровський район      | Куликівський № 155            | економіст колгоспу «Світанок» села Зашків Нестеровського р-ну                                                                         |                                    |
| Єльченко Юрій Никифорович          | місто Червоноград        | Червоноградський № 80         | 2-й секретар Львівського обкому КПУ                                                                                                   | вибув із Львівської області у 1971 |
| Жидяк Ольга Василівна              | місто Львів              | Шевченківський № 48           | швея Львівської швейної фірми «Маяк»                                                                                                  |                                    |
| Жовтий Олег Борисович              | місто Львів              | Ленінський № 9                | токар Львівського заводу «Львівприлад»                                                                                                |                                    |
| Заглада Варвара Юхимівна           | місто Трускавець         | Трускавецький № 76            | лікар-педіатр Трускавецької міської об'єднаної лікарні                                                                                |                                    |
| Загорський Степан Матвійович       | місто Червоноград        | Червоноградський № 77         | бригадир прохідників шахти № 4 «Великомостівська» комбінату «Укрзахідвугілля»                                                         |                                    |
| Здреник Іван Андрійович            | Самбірський район        | Вільшаницький № 184           | голова Блажівської сільської ради Самбірського р-ну                                                                                   |                                    |
| Зінкевич Володимир Іванович        | Золочівський район       | Поморянський № 127            | голова Золочівського райвиконкому |                                    |
| Іваній Ганна Федорівна             | місто Львів              | Шевченківський № 56           | полірувальниця Львівського мехсклозаводу                                                                                              |                                    |
| Іжик Софія Іванівна                | Турківський район        | Нижньовисоцький № 227         | доярка колгоспу «Світанок» села Нижнє Висоцьке Турківського р-ну                                                                      |                                    |
| Кадиляк Марія Василівна            | Кам'янсько-Бузький район | Новояричівський № 134         | доярка колгоспу «Маяк» села Старий Яричів Кам'янсько-Бузького р-ну                                                                    |                                    |
| Калакун Іван Михайлович            | місто Самбір             | Самбірський № 69              | столяр Самбірського виробничого об'єднання меблевої промисловості                                                                     |                                    |
| Калашникова Пелагія Андріївна      | місто Львів              | Шевченківський № 46           | робітниця Львівської трикотажної фірми «Промінь»                                                                                      |                                    |
| Карачевцев Олексій Павлович        | Мостиський район         | Гусаківський № 144            | голова Мостиського райвиконкому |                                    |
| Карпів Володимир Іванович          | Сокальський район        | Селецький № 201               | колгоспник колгоспу імені Дзержинського села Селець Сокальського р-ну                                                                 |                                    |
| Касюхнич Володимир Васильович      | Сколівський район        | Верхньосиньовидненський № 190 | 1-й секретар Сколівського райкому КПУ                                                                                                 |                                    |
| Квітченко Леонтій Степанович       | місто Львів              | Залізничний № 18              | директор Львівського мотозаводу |                                    |
| Кемпа Катерина Михайлівна          | місто Дрогобич           | Дрогобицький № 63             | фрезерувальниця Дрогобицького заводу автомобільних кранів                                                                             |                                    |
| Киценюк Марія Павлівна             | Жидачівський район       | Вербицький № 114              | завідувачка ферми колгоспу імені ХХІІ з'їзду КПРС села Вербиця Жидачівського р-ну                                                     |                                    |
| Кісера Ганна Миколаївна            | Дрогобицький район       | Меденицький № 106             | колгоспниця колгоспу імені газети «Правда» селища Меденичі Дрогобицького р-ну                                                         |                                    |
| Клименко Ірина Іванівна            | місто Львів              | Червоноармійський № 37        | електрозварниця Львівського державного інституту по проектуванню заводів спеціалізованого автомобільного транспорту                   |                                    |
| Клочко Роман Іванович              | Жидачівський район       | Жирівський № 117              | голова Жидачівського райвиконкому |                                    |
| Кобута Михайло Васильович          | місто Стрий              | Стрийський № 73               | машиніст локомотивного депо станції Стрий Львівської залізниці                                                                        |                                    |
| Коваль Мар'ян Стахович             | Нестеровський район      | Нестеровський № 158           | робітник Нестеровського склозаводу |                                    |
| Ковальчук Василь Антонович         | місто Львів              | Червоноармійський № 36        | робітник Львівського спеціалізованого монтажного управління № 529 тресту «Промхімсантехмонтаж»                                        |                                    |
| Ковба Марія Михайлівна             | Старосамбірський район   | Стрілківський № 214           | робітниця Стрілківського виробничого об'єднання меблевої промисловості Старосамбірського р-ну                                         |                                    |
| Козиренко Микола Дмитрович         | Буський район            | Милятинський № 93             | голова Буського райвиконкому |                                    |
| Коркишко Любов Миколаївна          | Самбірський район        | Бабинський № 182              | колгоспниця колгоспу імені Кірова села Бабине Самбірського р-ну                                                                       |                                    |
| Косолович Ганна Іванівна           | Турківський район        | Завадівський № 224            | завідувачка бібліотеки села Ільник Турківського р-ну                                                                                  |                                    |
| Котик Богдан Дмитрович             | місто Львів              | Залізничний № 29              | 1-й секретар Львівського обкому ЛКСМУ                                                                                                 |                                    |
| Кочан Роман Іванович               | Нестеровський район      | Деревнянський № 152           | тракторист колгоспу «Вільна Україна» села Деревня Нестеровського р-ну                                                                 |                                    |
| Крамчанінов Іван Григорович        | місто Червоноград        | Червоноградський № 78         | голова Червоноградського міськвиконкому                                                                                               |                                    |
| Кривуляк Іван Франкович            | Кам'янсько-Бузький район | Кам'янсько-Бузький № 133      | головний лікар Кам'янсько-Бузького району                                                                                             |                                    |
| Крюков Микола Петрович             | Яворівський район        | Яворівський № 238             | голова Яворівського райвиконкому |                                    |
| Крючкова Антоніна Йосипівна        | місто Львів              | Шевченківський № 50           | робітниця Львівської кондитерської фірми «Світоч»                                                                                     |                                    |
| Кузнецов Костянтин Дмитрович       | Турківський район        | Лімнянський № 226             | завідувач Львівського обласного фінансового відділу                                                                                   |                                    |
| Кузьма Любов Антонівна             | Золочівський район       | Золочівський № 125            | робітниця Золочівського заводу будівельних конструкцій                                                                                |                                    |
| Кузьма Софія Тимофіївна            | Буський район            | Красненський № 91             | агроном колгоспу «Авангард» селища Красне Буського р-ну                                                                               |                                    |
| Кульчицька Марія Семенівна         | Самбірський район        | Чайковицький № 189            | ланкова колгоспу «Прогрес» села Чайковичі Самбірського р-ну                                                                           |                                    |
| Куташ Марія Олександрівна          | місто Львів              | Червоноармійський № 35        | робітниця Львівського заводоуправління будівельних виробів                                                                            |                                    |
| Куцевол Василь Степанович          | Буський район            | Буський № 90                  | 1-й секретар Львівського обкому КПУ                                                                                                   |                                    |
| Кушнєрова Олександра Василівна     | Нестеровський район      | Підлісненський № 160          | секретар Львівського облвиконкому |                                    |
| Лавринів Володимир Петрович        | місто Львів              | Шевченківський № 49           | робітник Львівського заводу радіоелектронної медичної апаратури                                                                       |                                    |
| Либик Михайло Григорович           | Городоцький район        | Родатичівський № 103          | тракторист колгоспу «Україна» села Родатичі Городоцького р-ну                                                                         |                                    |
| Лимонов Павло Олексійович          | особливий округ          | № 245                         | начальник 7-го Карпатського прикордонного загону Західного прикордонного округу КДБ, полковник                                        |                                    |
| Липова Дарія Павлівна              | Жидачівський район       | Новострілищанський № 119      | зоотехнік колгоспу імені Радянської Армії села Баківці Жидачівського р-ну                                                             |                                    |
| Литвин Мечислав Іванович           | місто Борислав           | Бориславський № 58            | майстер Бориславського управління бурових робіт                                                                                       |                                    |
| Ліфатова Марія Йосипівна           | місто Стрий              | Стрийський № 71               | розфарбовувачка художніх виробів Стрийського склозаводу                                                                               |                                    |
| Лук'яненко Валентин Михайлович     | Городоцький район        | Повітненський № 102           | голова Городоцького райвиконкому |                                    |
| Лучко Михайло Прокопович           | місто Львів              | Шевченківський № 53           | шліфувальник Львівського інструментального заводу                                                                                     |                                    |
| Мазур Серафим Олексійович          | місто Львів              | Залізничний № 28              | машиніст локомотивного депо Львів-Захід Львівської залізниці                                                                          |                                    |
| Мазурак Олександра Василівна       | Городоцький район        | Градівський № 99              | вчителька Коропузької середньої школи Городоцького р-ну                                                                               |                                    |
| Максимів Іванна Семенівна          | Бродівський район        | Пеняківський № 87             | доярка колгоспу імені Жовтневої революції села Батьків Бродівського р-ну                                                              |                                    |
| Малісевич Ярослава Василівна       | Стрийський район         | Гірненський № 216             | шофер колгоспу «Перемога» села Нижня Стинава Стрийського р-ну                                                                         |                                    |
| Манастирський Роман Ярославович    | Самбірський район        | Воле-Баранецький № 185        | завідувач Львівського обласного відділу охорони здоров'я                                                                              |                                    |
| Марко Марія Петрівна               | Пустомитівський район    | Сокільницький № 175           | парниковод радгоспу «Перемога» села Солонка Пустомитівського р-ну                                                                     |                                    |
| Мартьянова Тамара Олександрівна    | Городоцький район        | Березецький № 96              | заступник голови Львівського облвиконкому                                                                                             |                                    |
| Матвійцова Марія Тарасівна         | Перемишлянський район    | Стрілківський № 166           | бригадир рільничої бригади колгоспу імені Щорса села Романів Перемишлянського р-ну                                                    |                                    |
| Махоньок Тимофій Андрійович        | Сокальський район        | Острівський № 199             | 1-й секретар Сокальського райкому КПУ                                                                                                 |                                    |
| Мекелита (Боднар) Ганна Петрівна   | Сокальський район        | Белзький № 196                | колгоспниця колгоспу «Прогрес» села Бутини Сокальського р-ну                                                                          |                                    |
| Мельник Юлія Іванівна              | Стрийський район         | Долішненський № 219           | колгоспниця колгоспу «Дружба» села Станків Стрийського р-ну                                                                           |                                    |
| Мельник Ярослав Степанович         | Нестеровський район      | Гійченський № 151             | завідувач ферми колгоспу імені Петровського села Гійче Нестеровського р-ну                                                            |                                    |
| Мельников Павло Васильович         | особливий округ          | № 244                         | 1-й заступник командувача військ Прикарпатського військового округу, генерал-лейтенант                                                |                                    |
| Мисько Степан Іванович             | Самбірський район        | Бісковицький № 183            | тракторист колгоспу імені Мічуріна села Бісковичі Самбірського р-ну                                                                   |                                    |
| Михайлишин Богдан Васильович       | місто Дрогобич           | Дрогобицький № 65             | бригадир Дрогобицького виробничого об'єднання деревообробної промисловості                                                            |                                    |
| Мичка Ольга Луківна                | Перемишлянський район    | Чемеринецький № 167           | ланкова колгоспу імені Лесі Українки села Виписки Перемишлянського р-ну                                                               |                                    |
| Міджак Роман-Любомир Іванович      | Миколаївський район      | Миколаївський № 139           | машиніст обертової печі Миколаївського цементно-гірничого комбінату                                                                   |                                    |
| Мінів Стефанія Йосипівна           | Дрогобицький район       | Підбузький № 108              | ланкова радгоспу «Підбузький» селища Підбуж Дрогобицького р-ну                                                                        |                                    |
| Мінчук Валентина Євгенівна         | Пустомитівський район    | Давидівський № 170            | вчителька Старосільської середньої школи Пустомитівського р-ну                                                                        |                                    |
| Москаль Ірина Станіславівна        | Мостиський район         | Судововишнянський № 148       | колгоспниця колгоспу імені Дзержинського міста Судова Вишня Мостиського р-ну                                                          |                                    |
| Мруць Михайло Олексійович          | Яворівський район        | Нагачівський № 233            | бригадир колгоспу імені Ілліча села Свидниця Яворівського р-ну                                                                        |                                    |
| Муравйов Борис Григорович          | Перемишлянський район    | Болотнянський № 163           | начальник Львівського обласного управління будівництва і експлуатації автомобільних шляхів                                            |                                    |
| Мусієвський Роман Андрійович       | місто Львів              | Червоноармійський № 31        | голова Львівського міськвиконкому |                                    |
| Назаркевич Меланія Іванівна        | Кам'янсько-Бузький район | Стрептівський № 135           | зоотехнік колгоспу імені ХХ з'їзду КПРС села Банюнин Кам'янсько-Бузького р-ну                                                         |                                    |
| Негода Ольга Іванівна              | Нестеровський район      | Дублянський № 154             | голова Нестеровського райвиконкому |                                    |
| Нетребич Ганна Михайлівна          | Сколівський район        | Тухольківський № 195          | доярка Плавського відділка радгоспу «Полонина» села Плаве Сколівського р-ну                                                           |                                    |
| Нич Віра Степанівна                | Золочівський район       | Глинянський № 123             | голова Куровичівської сільської ради Золочівського р-ну                                                                               |                                    |
| Озимок Марія Миколаївна            | Яворівський район        | Немирівський № 234            | доярка колгоспу імені Жовтневої революції села Вороблячин Яворівського р-ну                                                           |                                    |
| Оленич Марія Михайлівна            | місто Самбір             | Самбірський № 68              | робітниця Самбірського хлібокомбінату                                                                                                 |                                    |
| Оліщук Петро Григорович            | Сокальський район        | Стенятинський № 203           | голова колгоспу імені Калініна села Ільковичі Сокальського р-ну                                                                       |                                    |
| Онищак Галина Павлівна             | Пустомитівський район    | Борщовицький № 168            | бригадир радгоспу «Жовтневий» села Лисиничі Пустомитівського р-ну                                                                     |                                    |
| Опришко Мирослава Степанівна       | місто Стрий              | Стрийський № 70               | робітниця Стрийського філіалу Львівської взуттєвої фірми «Прогрес»                                                                    |                                    |
| Остапенко Андрій Маркіянович       | Нестеровський район      | Рава-Руський № 161            | 1-й секретар Нестеровського райкому КПУ                                                                                               |                                    |
| Павленко Марія Панасівна           | місто Самбір             | Самбірський № 67              | голова Самбірського міськвиконкому |                                    |
| Павлів Петро Іванович              | місто Львів              | Ленінський № 10               | бригадир слюсарів Львівського автобусного заводу                                                                                      |                                    |
| Палфій Федір Юрійович              | Пустомитівський район    | Оброшинський № 172            | директор Науково-дослідного інституту землеробства і тваринництва західних районів УРСР                                               |                                    |
| Панаріна Пелагія Федорівна         | Нестеровський район      | Липницький № 156              | завідувачка птахоферми колгоспу імені Чапаєва села Липник Нестеровського району                                                       |                                    |
| Панков Анатолій Олексійович        | місто Трускавець         | Трускавецький № 75            | голова Трускавецького міськвиконкому                                                                                                  |                                    |
| Панченко Петро Пантелеймонович     | Бродівський район        | Ясенівський № 89              | завідувач відділу організаційно-партійної роботи Львівського обкому КПУ                                                               |                                    |
| Парихін Василь Панасович           | Радехівський район       | Вузлівський № 177             | секретар Радехівського райкому КПУ; голова Радехівського райвиконкому                                                                 |                                    |
| Педченко Анатолій Григорович       | особливий округ          | № 240                         | Львівський обласний військовий комісар, полковник                                                                                     |                                    |
| Подгребельна Марія Михайлівна      | місто Львів              | Ленінський № 7                | робітниця Львівського механічного заводу                                                                                              |                                    |
| Подольський Олександр Іванович     | місто Львів              | Шевченківський № 54           | електрик Львівської шкіряної фабрики «Світанок»                                                                                       |                                    |
| Полудень Микола Петрович           | Нестеровський район      | Магерівський № 157            | начальник Управління Комітету державної безпеки при Раді Міністрів УРСР по Львівській області                                         |                                    |
| Попов Валентин Петрович            | Старосамбірський район   | Добромильський № 207          | заступник голови Львівського облвиконкому                                                                                             |                                    |
| Присташ Ольга Володимирівна        | Самбірський район        | Корналовицький № 186          | колгоспниця колгоспу імені ХХІІІ з'їзду КПРС села Гординя Самбірського р-ну                                                           |                                    |
| Рак Ярослава Іванівна              | місто Львів              | Червоноармійський № 44        | робітниця Львівського заводу алмазного інструменту                                                                                    |                                    |
| Ребець Єва Михайлівна              | Кам'янсько-Бузький район | Батятичівський № 130          | ланкова колгоспу імені Івана Франка села Батятичі Кам'янсько-Бузького р-ну                                                            |                                    |
| Репа Євген Миколайович             | Буський район            | Олеський № 94                 | бригадир колгоспу «Здобуток Жовтня» села Кути Буського р-ну                                                                           |                                    |
| Роїк Василь Мартинович             | місто Львів              | Шевченківський № 47           | слюсар-наладчик Львівського конвеєробудівного заводу                                                                                  |                                    |
| Романець Володимир Васильович      | Жидачівський район       | Бориницький № 113             | голова Львівського обласного суду |                                    |
| Романів Ганна Михайлівна           | Перемишлянський район    | Перемишлянський № 165         | ланкова колгоспу імені Ілліча села Станимир Перемишлянського р-ну                                                                     |                                    |
| Руденко Олександр Олександрович    | Яворівський район        | Добростанівський № 230        | голова колгоспу імені Богдана Хмельницького села Поріччя Яворівського р-ну                                                            |                                    |
| Савів Анастасія Іванівна           | Бродівський район        | Заболотцівський № 85          | ланкова колгоспу імені Чапаєва села Заболотці Бродівського р-ну                                                                       |                                    |
| Савчук Марія Йосипівна             | місто Львів              | Залізничний № 16              | монтажниця Львівського виробничо-технічного об'єднання імені Леніна                                                                   |                                    |
| Салабай Ярослав Петрович           | Жидачівський район       | Подорожненський № 120         | тракторист колгоспу імені Жданова села Сидорівка Жидачівського р-ну                                                                   |                                    |
| Салтанова Наталія Іванівна         | місто Львів              | Залізничний № 21              | монтажниця Львівського заводу кінескопів                                                                                              |                                    |
| Самардак Микола Миколайович        | місто Львів              | Ленінський № 11               | бригадир комплексної бригади Львівського будівельного управління № 51 тресту «Львівжитлобуд»                                          |                                    |
| Сворень Катерина Петрівна          | місто Львів              | Червоноармійський № 40        | сортувальниця Львівської склофірми «Райдуга»                                                                                          |                                    |
| Святоцький Василь Олександрович    | місто Стрий              | Стрийський № 74               | голова Львівської обласної Ради професійних спілок                                                                                    |                                    |
| Сенюк Ірина Миколаївна             | Сокальський район        | Великомостівський № 197       | доярка колгоспу імені 17 Вересня села Двірці Сокальського р-ну                                                                        |                                    |
| Сидор Володимир Іванович           | місто Дрогобич           | Дрогобицький № 64             | начальник Львівського обласного управління торгівлі                                                                                   |                                    |
| Сидоров Георгій Захарович          | Миколаївський район      | Новороздольський № 140        | 1-й секретар Миколаївського райкому КПУ                                                                                               | помер 26.02.1972                   |
| Сікорський Борис Володимирович     | Пустомитівський район    | Семенівський № 174            | голова Пустомитівського райвиконкому                                                                                                  |                                    |
| Сліпушенко Микола Андрійович       | місто Львів              | Залізничний № 15              | редактор обласної газети «Львовская правда»                                                                                           |                                    |
| Смаль Любов Гаврилівна             | Радехівський район       | Лопатинський № 178            | ланкова колгоспу імені Радянської Армії селища Лопатин Радехівського р-ну                                                             |                                    |
| Смоловий Василь Григорович         | Миколаївський район      | Роздольський № 143            | заступник голови Нестеровського райвиконкому; голова Миколаївського райвиконкому                                                      |                                    |
| Солдан Михайло Дем'янович          | Жидачівський район       | Гніздичівський № 115          | тракторист колгоспу імені Кірова селища Гніздичів Жидачівського р-ну                                                                  |                                    |
| Сохацька Галина Федорівна          | Радехівський район       | Радехівський № 181            | вчителька Радехівської середньої школи                                                                                                |                                    |
| Співак Євгенія Петрівна            | Сокальський район        | Тартаківський № 204           | ланкова колгоспу «Росія» села Княже Сокальського р-ну                                                                                 |                                    |
| Спринь Микола Іванович             | Старосамбірський район   | Хирівський № 215              | шофер Старосамбірського районного об'єднання «Сільгосптехніка»                                                                        |                                    |
| Стахів Михайло Федорович           | Кам'янсько-Бузький район | Великоколодненський № 131     | голова Кам'янсько-Бузького райвиконкому                                                                                               |                                    |
| Стефаник Семен Васильович          | місто Львів              | Залізничний № 25              | директор Львівського меморіального музею Івана Франка                                                                                 |                                    |
| Сторонська Мирослава Миколаївна    | місто Борислав           | Бориславський № 57            | робітниця живописного цеху Бориславського фарфорового заводу                                                                          |                                    |
| Стороняк Іван Ілліч                | місто Львів              | Червоноармійський № 33        | завідувач Львівського обласного відділу соціального забезпечення                                                                      |                                    |
| Ступницький Леонід Васильович      | Пустомитівський район    | Пустомитівський № 173         | редактор обласної газети «Вільна Україна»                                                                                             |                                    |
| Сухар Ганна Петрівна               | Стрийський район         | Нежухівський № 220            | ланкова колгоспу імені Калініна села Конюхів Стрийського р-ну                                                                         |                                    |
| Тарасенко Роман Володимирович      | Турківський район        | Турківський № 228             | робітник Турківського районного промислового комбінату                                                                                |                                    |
| Тарнавська Емілія Прокопівна       | Буський район            | Куткірський № 92              | колгоспниця колгоспу імені 50-річчя Великого Жовтня села Балучин Буського р-ну                                                        |                                    |
| Тарнавський Ілля Євстахійович      | Дрогобицький район       | Добрівлянівський № 104        | голова Львівського обласного комітету народного контролю                                                                              |                                    |
| Телішевський Тимофій Дмитрович     | Самбірський район        | Рудківський № 188             | голова Львівського облвиконкому |                                    |
| Телішевський Ярослав Дмитрович     | Нестеровський район      | Добросинський № 153           | голова колгоспу «Нове життя» села Добросин Нестеровського району                                                                      |                                    |
| Ткач Стефанія Іванівна             | Миколаївський район      | Димівський № 138              | завідувачка свиноферми колгоспу імені Леніна села Тернопілля Миколаївського р-ну                                                      |                                    |
| Ткаченко Федір Павлович            | Сокальський район        | Жвирківський № 198            | начальник Львівського обласного управління внутрішніх справ                                                                           |                                    |
| Товкач Мирослав Павлович           | Сколівський район        | Козівський № 191              | голова Сколівського райвиконкому |                                    |
| Токмаков Євген Петрович            | Бродівський район        | Бродівський № 83              | начальник Львівського обласного управління харчової промисловості                                                                     |                                    |
| Томчук Надія Іванівна              | місто Львів              | Залізничний № 30              | робітниця Львівського заводу телеграфічної апаратури                                                                                  |                                    |
| Тонкопій Ніна Василівна            | місто Львів              | Залізничний № 17              | робітниця гідрозаводу Львівської олійно-жирової фірми «Жовтень»                                                                       |                                    |
| Торищак Дмитро Іванович            | Турківський район        | Ісаївський № 225              | інженер-механік радгоспу «Комсомолець» села Явори Турківського р-ну                                                                   |                                    |
| Тріска Марія Йосипівна             | місто Львів              | Червоноармійський № 38        | ткаля Львівської текстильно-галантерейної фірми «Юність»                                                                              |                                    |
| Тронь Василь Гнатович              | Радехівський район       | Нововитківський № 180         | голова колгоспу імені ХХІІ з'їзду КПРС села Бишів Радехівського р-ну                                                                  |                                    |
| Труш Володимир Іванович            | Мостиський район         | Пнікутський № 147             | голова Крукеницької сільської ради Мостиського р-ну                                                                                   |                                    |
| Турок Михайло Васильович           | Стрийський район         | Дашавський № 217              | тракторист колгоспу імені 17 Вересня села Сихів Стрийського р-ну                                                                      |                                    |
| Угрин Катерина Іллівна             | місто Львів              | Шевченківський № 51           | робітниця Львівської взуттєвої фірми «Прогрес»                                                                                        |                                    |
| Фірман Марія-Оксана Андріївна      | місто Дрогобич           | Дрогобицький № 61             | швея головного підприємства Дрогобицької швейної фірми «Зоря»                                                                         |                                    |
| Фомичов Павло Васильович           | особливий округ          | № 241                         | 1-й заступник начальника Політичного управління Прикарпатського військового округу, генерал-лейтенант                                 |                                    |
| Халдєєв Леонід Васильович          | особливий округ          | № 246                         | полковник внутрішньої охорони |                                    |
| Хомин Ярослав Олексійович          | Дрогобицький район       | Новокропивницький № 107       | робітник радгоспу «Новокропивницький» села Новий Кропивник Дрогобицького р-ну                                                         |                                    |
| Хомишина Анастасія Пилипівна       | місто Борислав           | Бориславський № 59            | голова Бориславського міськвиконкому                                                                                                  |                                    |
| Царюк Микола Максимович            | місто Львів              | Червоноармійський № 43        | директор Львівського заводу електровимірювальних приладів                                                                             |                                    |
| Цибаняк Софія Ярославівна          | Старосамбірський район   | Головецький № 206             | бригадир радгоспу «Прикордонник» села Мшанець Старосамбірського р-ну                                                                  |                                    |
| Чепак Катерина Степанівна          | Городоцький район        | Керницький № 100              | свинарка колгоспу «Зоря» села Керниця Городоцького р-ну                                                                               |                                    |
| Чепіль Ганна Володимирівна         | Миколаївський район      | Верхньодорожненський № 136    | завідувачка тваринницької ферми колгоспу імені Чапаєва села Велика Горожанка Миколаївського р-ну                                      |                                    |
| Черкавський Михайло Іванович       | Мостиський район         | Чернівський № 150             | бригадир тракторної бригади колгоспу «Жовтень» села Мальнів Мостиського р-ну                                                          |                                    |
| Чуб Григорій Васильович            | Мостиський район         | Твіржанський № 149            | начальник Львівського обласного управління сільського господарства                                                                    |                                    |
| Чуркін Іван Кузьмич                | місто Червоноград        | Гірницький № 81               | начальник дільниці шахти № 6 «Великомостівська» комбінату «Укрзахідвугілля»                                                           |                                    |
| Шавала Ігор Петрович               | Яворівський район        | Шклівський № 237              | машиніст екскаватора будівельного управління Яворівського гірничо-хімічного комбінату                                                 |                                    |
| Шевчук Марія Петрівна              | Буський район            | Соколівський № 95             | колгоспниця колгоспу «Зірка» села Тур'я Буського р-ну                                                                                 |                                    |
| Шеремета Оксана Михайлівна         | Золочівський район       | Скварявський № 128            | колгоспниця колгоспу імені Леніна села Червоне Золочівського р-ну                                                                     |                                    |
| Шкварок Софія Юріївна              | Пустомитівський район    | Звенигородський № 171         | доярка колгоспу імені Шевченка села Звенигород Пустомитівського р-ну                                                                  |                                    |
| Шмирко Василь Іванович             | Сокальський район        | Сокальський № 202             | старший апаратник кислотного цеху Сокальського заводу хімічного волокна                                                               |                                    |
| Шуліка Федір Петрович              | Стрийський район         | Дідушицький № 218             | голова Стрийського райвиконкому | помер 25.10.1971                   |
| Шуліпа Володимир Іванович          | Кам'янсько-Бузький район | Добротвірський № 132          | завідувач відділу будівництва Львівського обкому КПУ                                                                                  |                                    |
| Шуфан Марія Михайлівна             | Старосамбірський район   | Лютовиський № 208             | доярка колгоспу «Росія» села Лютовиська Старосамбірського р-ну                                                                        |                                    |
| Щербуха Раїса Петрівна             | Сколівський район        | Сколівський № 193             | лікар-педіатр Сколівської центральної районної лікарні                                                                                |                                    |
| Яблонська Марія Іванівна           | Яворівський район        | Івано-Франківський № 231      | вчителька Івано-Франківської середньої школи Яворівського району                                                                      |                                    |
| Яворська Єва Дмитрівна             | місто Львів              | Ленінський № 5                | закрійниця Львівської фабрики індпошиття і ремонту одягу                                                                              |                                    |
| Янишевський Василь Степанович      | місто Львів              | Ленінський № 8                | водій тролейбуса Львівського тролейбусного управління                                                                                 |                                    |
| Янишин Марія Йосипівна             | Мостиський район         | Мостиський № 146              | лікар Мостиської центральної районної лікарні                                                                                         |                                    |
| Яровий Юрій Семенович              | Дрогобицький район       | Лішнянський № 105             | голова Дрогобицького райвиконкому |                                    |
| Ярцев Віктор Іванович              | місто Львів              | Залізничний № 19              | секретар Львівського міськкому КПУ |                                    |
| Ясінський Омелян Михайлович        | Турківський район        | Боринський № 222              | голова колгоспу імені Свердлова села Верхнє Турківського р-ну                                                                         |                                    |
| Яцій Мирослава Іванівна            | Радехівський район       | Миколаївський № 179           | доярка колгоспу «Росія» села Миколаїв Радехівського р-ну                                                                              |                                    |
| Теслюк Михайло Миколайович         | місто Львів              | Ленінський № 12               | персональний пенсіонер, діяч КПЗУ | дообраний                          |
| Гаврилюк Михайло Олександрович     | місто Львів              | Залізничний № 27              | ректор Львівського політехнічного інституту                                                                                           | дообраний                          |
| Петров Павло Петрович              | місто Червоноград        | Червоноградський № 80         | начальник комбінату «Львівпромбуд» | дообраний                          |
| Зіневич Леонтій Логвинович         | Миколаївський район      | Новороздольський № 140        | начальник управління сільського господарства Львівського облвиконкому                                                                 | дообраний                          |
| Тихоненко Павло Григорович         | Стрийський район         | Дідушицький № 218             | голова Стрийського райвиконкому | дообраний                          |

22 червня 1971 року відбулася 1-а сесія Львівської обласної ради депутатів трудящих 13-го скликання. Головою облвиконкому обраний Телішевський Тимофій Дмитрович, 1-м заступником голови — Гнидюк Микола Якимович, заступниками голови: Мартьянова Тамара Олександрівна, Попов Валентин Петрович, Шуліпа Володимир Іванович. Секретарем облвиконкому обрана Кушнєрова Олександра Василівна.
Обрано виконком Львівської обласної ради 13-го скликання у складі 15 чоловік: Телішевський Тимофій Дмитрович — голова облвиконкому; Гнидюк Микола Якимович — 1-й заступник голови облвиконкому; Мартьянова Тамара Олександрівна — заступник голови облвиконкому; Попов Валентин Петрович — заступник голови облвиконкому; Шуліпа Володимир Іванович — заступник голови облвиконкому; Кушнєрова Олександра Василівна — секретар облвиконкому; Куцевол Василь Степанович — 1-й секретар Львівського обкому КПУ; Долішній Мар'ян Іванович — голова Львівської обласної планової комісії; Кузнецов Костянтин Дмитрович — завідувач Львівського обласного фінансового відділу; Тарнавський Ілля Євстахійович — голова Львівського обласного комітету народного контролю; Ткаченко Федір Павлович — начальник Львівського обласного управління внутрішніх справ; Чуб Григорій Васильович — начальник Львівського обласного управління сільського господарства; Мусієвський Роман Андрійович — голова Львівського міськвиконкому; Панаріна Пелагія Федорівна — завідувачка птахоферми колгоспу імені Чапаєва села Липник Нестеровського району; Павлів Петро Іванович — бригадир слюсарів Львівського автобусного заводу.